# Tenja
Tenja är en ort i Kroatien.   Den ligger i länet Baranja, i den östra delen av landet, 220 km öster om huvudstaden Zagreb. Tenja ligger 89 meter över havet och antalet invånare är 6 780.
Terrängen runt Tenja är mycket platt. Runt Tenja är det ganska glesbefolkat, med 23 invånare per kvadratkilometer. Närmaste större samhälle är Osijek, 7,2 km nordväst om Tenja. Trakten runt Tenja består till största delen av jordbruksmark.